# Nicole Jamet
Nicole Jamet (Asnières-sur-Seine, 16 settembre 1948) è un'attrice e sceneggiatrice francese.

## Biografia
Nicole Jamet si fece notare nel 1972 per la sua interpretazione di Cosette nella miniserie televisiva Les Misérables diretta da Marcel Bluwal. Nel 1975 il regista Didier Kaminka la ingaggia per il ruolo di "Minette" nel film Trop c'est trop. Nel 1977 interpreta "Sylvie" nel triangolo bisessuale tra Sami Frey, Mario Gonzales e Christine Murillo nel film Perché no?, di Coline Serreau.
Con Kaminka (con il quale è stata sposata) partecipa a vari film, o accanto a lui sul palcoscenico, come nel film Le Garde du corps del 1984, o sotto la sua direzione, come nel film Tant qu'il y aura des femmes del 1987.
In Italia ha acquisito una certa notorietà a metà degli anni Ottanta, interpretando il ruolo di Else Cattani, moglie del commissario Corrado, nelle prime due miniserie de La piovra.
Attiva anche in teatro, tra i ruoli più importanti c'è stata l'interpretazione di "Rossana" nel Cyrano de Bergerac diretto da Jérôme Savary, negli anni tra il 1984 e 1986.
Nicole Jamet lavora anche come sceneggiatrice per la televisione; tra gli altri ha ideato, assieme a Marianne Le Pezennec, la miniserie televisiva di successo Dolmen, andata in onda nel 2005 in Francia su TF1 e diffusa poi in altri paesi.

## Filmografia

### Cinema
- Se gli altri sparano... io che c'entro!? (Je sais rien, mais je dirai tout), regia di Pierre Richard (1973)
- L'idolo della città (Salut l'artiste), regia di Yves Robert (1973)
- Le malin plaisir, regia di Bernard Toublanc-Michel (1975)
- Trop c'est trop, regia di Didier Kaminka (1975)
- Perché no? (Pourquoi pas !), regia di Coline Serreau (1977)
- Plein sud, regia di Luc Béraud (1981)
- Le Garde du corps, regia di François Leterrier (1984)
- Tant qu'il y aura des femmes, regia di Didier Kaminka (1987)
- Le Pari, regia di Didier Bourdon e Bernard Campan (1997)
- Toutes les filles pleurent, regia di Judith Godrèche (2010)

### Televisione
- I miserabili (1972)
- Lucien Leuwen (1973)
- Les Mystères de Paris (1980)
- Les Dames à la licorne (1982)
- La Chambre des dames (1983)
- La piovra (1984)
- La piovra 2 (1986)
- I segreti del vulcano (Les Secrets du volcan) (2006)
- Sulle tracce del crimine (Section de recherches) (2010)

## Teatro
- Brève Rencontre (1968)
- Interdit au public (1969)
- Henri VIII (1971)
- L'Annonce faite à Marie (1972)
- Comme il vous plaira (1976)
- Almira (1978)
- Les Serments indiscrets (1981-82)
- Cyrano de Bergerac (1983)
- Le Secret (1987)
- Gustave et Louise (1991)
- Pleins Feux (1991)
- Un ennemi du peuple (1995)
- Le Plaisir de rompre (2000)